# Águas de Março
Águas de Março / Waters of March (укр. «Березневі води») — пісня Тома Жобіма з альбому Jobim (1973), стандарт босанови. В альбомі присутня в двох авторських версіях, португальською та англійською.
«Águas de Março» у виконанні Тома Жобіма та Еліс Режини посідає друге місце у списку «100 найкращих бразильських пісень» (порт. «100 Maiores Músicas Brasileiras»), складеного 2009 року часописом Rolling Stone Brasil.
Ту саму версію пісні з альбому Elis & Tom (1974) Роберт Дімері відзначив серед своїх «1001 пісня, які ви повинні почути, перш ніж помрете».
Вважається найкращою бразильською піснею в історії, згідно з опитуванням, проведеним 2001 року газетою Folha de São Paulo серед 214 представників музичного і культурного середовища та журналістів Бразилії.
На думку відомого джазового піаніста і критика Леонарда Фезера, «Águas de Março» належить до 10 найкращих пісень XX сторіччя.

## Історія
«Águas de Março» була написана Жобімом у березні 1972 року. Чернетка віршів та музична тема, спочатку складена на гітарі, були записані в його сільському будинку Poço Fundo, в долині річки Ріо-Прету. Повернувшись до Ріо-де-Жанейро того ж дня, Жобім закінчив пісню і негайно продемонстрував друзям, відчуваючи, що створив щось незвичайне й цінне.
Попередній рік був психологічно важким для Тома Жобіма. У вересні 1971 року він разом з Вінісіусом ді Морайсом, Каетано Велозу, Жілберту Жілем, Руєм Гуерра, Баденом Павеллом, Мілтоном Насіменту, Еду Лобу, Шику Буаркі та декількома іншими композиторами і виконавцями відмовився від участі в Міжнародному пісенному фестивалі TV Globo на знак протесту проти цензури, що діяла під час військової диктатури в Бразилії. Протестувальники були піддані політичному тиску з боку влади і репресіям різного ступеня, відповідно до Закону про національну безпеку. Проблеми зі здоров'ям, відчуття непорозуміння з оточенням, самотності, що відчував автор під час створення «Águas de Março» наклали відбиток на текст, змусили згадати про «кінець шляху», «дно криниці». Віршам, що нагадують скоріше потік свідомості, ніж зв'язну оповідь, притаманне чергування песимістичних та оптимістичних мотивів. Центральна метафора «Березневих вод» сприймається як образ повсякденного життя, його безперервного руху, його неминучого прямування до смерті — як березневі дощі, що відзначають кінець літа в Бразилії. Водночас, наведений у тексті образ води, як символу оновлення, веде до обіцянки життя.

## Релізи
У травні 1972 року «Aguas de Março» видана на експериментальному «кишеньковому диску» («Disco de Bolso»), сторона A якого представляла Жобіма, а сторона B — невідомого тоді композитора Жуана Боску з піснею «Agnus Sei». Ідея «Disco de Bolso» належала співаку, автору пісень Сержіу Рікарду та журналу O Pasquim і полягала в публікації нових у музиці імен разом з відомими виконавцями.
1973 року пісня у двох версіях, англійській та португальській, увійшла до альбому Jobim (1973), і того ж року з'явився бразильський реліз цього альбому, Matita Perê, що відрізнявся відсутністю англомовного треку. Жобім грав на фортепіано і гітарі, у супроводі Аірто Морейра (перкусія) та Жуана Палма (барабани), басистів Рона Картера і Річарда Девіса, тромбоніста Урбі Гріна та флейтистів Джеррі Доджена, Ромео Пенке, Філа Боднера, Дона Хаммонда і Рея Бакенстайна.
1974 року записана нова версія з Еліс Режиною для дуетного альбому Elis & Tom. Інструментальний супровід цієї версії виконали Сезар Камаргу Мариану та Том Жобім (фортепіано), Эліу Дельміру та Оскар Кастру Невес (гітара), Луїзан Майя (бас-гітара) та Паулінью Брага (барабани). Еліс мала складні стосунки з Жобімом, не приховувала антипатії до маестро, але нагальна необхідність активізувати кар'єру, зіпсовану жорсткою критикою преси, змусила її взяти участь у проекті. Партнерство з Жобімом надало їй необхідного поштовху у відновленні кар'єри. Результатом співпраці стала найвідоміша інтерпретація «Águas de Março», яка слугує зразком для всіх інших версій.

## Іншомовні версії
Завдяки великому успіху, «Aguas de Março» мала численні записи, у Бразилії (Жуан Жілберту, Лені Андраде, Міуша, Нара Леан, Данило Кайммі, Сержіу Мендеса, Os Cariocas тощо) та у всьому світі. Створена Жобімом англомовна версія пісні «Waters of March» не була прямим перекладом. Вона зберегла структуру і метафоричність португальського тексту, але значно відрізняється за змістом. Автор зробив в ній наголос, відповідно до погляду мешканця Північної півкулі, на березневих талих водах, що символізують весну, відлигу та оновлення, намагався уникати слів латинського походження, виключив згадки про суто бразильські терміни і явища. Серед найвідоміших виконавців «Waters of March» — Арт Гарфанкель, Елла Фіцджеральд, Ел Джерро.
Жобім також долучився до створення французького перекладу разом з шансоньє Жоржем Мустакі. Пісня, названа «Les Eaux De Mars», увійшла до сольного альбому останнього Déclaration (1973).